# Бачевский, Сергей Викторович
Серге́й Ви́кторович Баче́вский (род. 11 декабря 1961 года, Балхаш, Джезказганская область, СССР) — доктор технических наук, профессор, ректор Университета телекоммуникаций Бонч-Бруевича (с марта 2012 года по 6 марта 2022 года). Член редакционного совета журнала «Вопросы радиоэлектроники, серия Техника телевидения», член редколлегии журнала «Электросвязь».

## Биография
Родился 11 декабря 1961 года в городе Балхаш Джезказганской области, в семье инженера.

### Образование
- 1978 год — окончил среднюю школу с золотой медалью[3].
- 1983 год — окончил Житомирское военное училище радиоэлектроники.
- 1992 год — окончил адъюнктуру Харьковской военной инженерной радиотехнической академии ПВО.
- 1997 год — окончил Тверскую военную академию ПВО.
- 2001 год — окончил докторантуру там же.
- 2006 год — окончил Санкт-Петербургский институт дополнительного профессионального образования[2].

### Карьера
С 1983 по 1989 год — служил в войсках противоракетной обороны на технических должностях в области беспроводной передачи данных и обработки информации.
С 1992 по 1998 год — старший преподаватель кафедры тактики и вооружения противоракетной обороны Тверской военной академии ПВО.
С 2001 по 2009 год — начальник кафедры радиолокации Санкт-Петербургского высшего военного училища радиоэлектроники;
С 2009 по 2010 год — заведующий кафедрой логистики, директор информационно-логистического центра, декан факультета радиоэлектроники Северо-Западного государственного заочного технического университета;
С 2010 по 2011 год — заместитель генерального директора по научной работе ОАО «Авангард»;
С мая 2011 года — исполняющий обязанности ректора Санкт-Петербургского государственного университета телекоммуникаций им. проф. М. А. Бонч-Бруевича;
С марта 2012 по март 2022 года — ректор того же учебного заведения.

### Научная деятельность
По состоянию на конец 2016 года, автор 148 научных работ в области радиоавтоматики, радиолокации, теории автоматического управления. Научный руководитель 5 защищённых диссертаций. Автор 8 патентов и изобретений.

## Санкции
6 марта 2022 года после вторжения России на Украину подписал письмо в поддержу российской агрессии. С 9 июня 2022 года находится под персональными санкциями Украины за поддержку войны. Также был внесён ФБК в список коррупционеров и разжигателей войны за поддержку нападения на Украину, 16 марта 2022 года форумом свободной России внесён в санкционный «Список Путина» с предложением введения против него международных санкций.

## Награды
Имеет четыре медали. В 2014—2015 годах был удостоен:
- Премии Правительства Санкт-Петербурга «За выдающиеся достижения в области высшего и среднего профессионального образования»;
- Почётной грамоты Министерства связи и массовых коммуникаций «За содействие в реализации государственной политики в области электросвязи и в связи с 20-летием образования Ассоциации документальной электросвязи»;
- Благодарности Федерального агентства связи «За личный вклад в организацию и проведение торжественных мероприятий, посвященных 150-летию Международного союза электросвязи»;
- Почётной грамоты Комитета по науке и высшей школе Правительства Санкт-Петербурга «За многолетнюю плодотворную работу и значительный вклад в развитие системы высшего профессионального образования Санкт-Петербурга».

## Личная жизнь
Женат. Проживает в Санкт-Петербурге.